# Karting Genk
Karting Genk is een circuit voor karting in de Belgische stad Genk. Het circuit is gelegen aan de N75 aan de rand van het Nationaal Park Hoge Kempen tussen Waterschei en As. Het wordt omgeven door de natuurgebieden Horensberg en Oeleinderheide.
Naast Karting Genk ligt AMC Genk, een circuit voor motocross.

## Geschiedenis
Het kartcircuit van Genk werd in 1983 door Paul Lemmens en vrienden opgericht. In 1996 werd Fernando Alonso, later tweevoudig Formule 1-wereldkampioen, wereldkampioen karting bij de junioren op het circuit van Genk. In 2005 werd het circuit vernieuwd en uitgebreid om aan de FIA-standaarden te voldoen. In 2011 vond het wereldkampioenschap karten in Genk plaats. In 2018 was het circuit van Genk opnieuw het decor van het wereldkampioenschap.
Het circuit profileert zichzelf als een 'Home of Champions'. Formule 1-wereldkampioenen Michael Schumacher, Fernando Alonso, Nico Rosberg, Lewis Hamilton en Sebastian Vettel hebben in het verleden in Genk geracet. Ook de Nederlandse Formule 1-wereldkampioen Max Verstappen begon in 2005 op zevenjarige leeftijd met karten in Genk.